# Clyde Kusatsu
Clyde Kusatsu, född 13 september 1948 i Honolulu, Hawaii, är en amerikansk skådespelare.

## Roller i urval
- 1973–1974 – Kung Fu (TV-serie) (5 avsnitt)
- 1973–1982 – M*A*S*H (TV-serie) (4 avsnitt)
- 1975 – Katastroflarm
- 1976 – Hawaii Five-O (TV-serie) (1 avsnitt)
- 1976 – Slaget om Midway
- 1977–1981 – Quincy (TV-serie) (2 avsnitt)
- 1977 – Rockford tar över (TV-serie) (1 avsnitt)
- 1977 – Svart söndag
- 1979 – Frisco Kid
- 1980 – Benson (TV-serie) (1 avsnitt)
- 1980–1987 – Magnum (TV-serie) (8 avsnitt)
- 1981 – Knockout-brudarna
- 1981 – Knots Landing (TV-serie) (2 avsnitt)
- 1982 – Samurajsvärden
- 1982–1983 – Uppdrag i Singapore (TV-serie)
- 1985 – Dallas (TV-serie) (1 avsnitt)
- 1985 – Hunter (TV-serie) (1 avsnitt)
- 1985–1986 – MacGyver (TV-serie) (2 avsnitt)
- 1985 – T.J. Hooker (TV-serie) (1 avsnitt)
- 1986 – Alf (TV-serie) (1 avsnitt)
- 1986 – Remington Steele (TV-serie) (1 avsnitt)
- 1987 – Dynastin (TV-serie) (1 avsnitt)
- 1987 – Lagens änglar (TV-serie) (1 avsnitt)
- 1988 – Livet runt trettio (TV-serie) (1 avsnitt)
- 1988 – Pluton B i Vietnam (TV-serie) (1 avsnitt)
- 1989 – Smurfarna (TV-serie) (röstroll, 1 avsnitt)
- 1989–1994 – Star Trek: The Next Generation (TV-serie) (3 avsnitt)
- 1989 – Turner & Hooch
- 1990 – Lovligt byte
- 1991 – Dotter på vift (TV-serie) (1 avsnitt)
- 1991–1994 – Räkna med bråk (TV-serie) (3 avsnitt)
- 1992–1999 – Beverly Hills (TV-serie) (2 avsnitt)
- 1993 – Blodröd sol
- 1993 – Dragon – historien om Bruce Lee
- 1993 – Hot Shots! 2
- 1993 – I skottlinjen
- 1993 – Lois & Clark (TV-serie) (1 avsnitt)
- 1993 – Made in America
- 1993 – Mighty Max (TV-serie) (röstroll, 1 avsnitt)
- 1994–1997 – Walker, Texas Ranger (TV-serie) (2 avsnitt)
- 1995 – The Wayans Bros. (TV-serie) (1 avsnitt)
- 1996 – Aladdin och rövarnas konung (röstroll)
- 1996 – Gargoyles (TV-serie) (röstroll, 2 avsnitt)
- 1996 – Spy Hard
- 1997 – Ensamma hemma (TV-serie) (1 avsnitt)
- 1997 – Paradise Road
- 1997 – Pinky och Hjärnan (TV-serie) (röstroll, 1 avsnitt)
- 1998–2002 – Advokaterna (TV-serie) (2 avsnitt)
- 1998 – Chicago Hope (TV-serie) (1 avsnitt)
- 1998 – Godzilla
- 1998 – Godzilla: The Series (TV-serie) (röstroll, 1 avsnitt)
- 1998 – Musses verkstad (TV-serie) (röstroll, 1 avsnitt)
- 1999 – American Pie
- 1999–2000 – Batman Beyond (TV-serie) (röstroll, 4 avsnitt)
- 1999 – Dharma & Greg (TV-serie) (1 avsnitt)
- 1999–2002 – Providence (TV-serie) (2 avsnitt)
- 2000 – Ally McBeal (TV-serie) (1 avsnitt)
- 2000 – Buzz Lightyear, rymdjägare (TV-serie) (röstroll, 2 avsnitt)
- 2000 – Kameleonten (TV-serie) (1 avsnitt)
- 2000 – Malcolm – Ett geni i familjen (TV-serie) (1 avsnitt)
- 2000 – På heder och samvete (TV-serie) (2 avsnitt)
- 2000 – Vita huset (TV-serie) (1 avsnitt)
- 2001 – Dr. Dolittle 2 (röstroll)
- 2001 – Rasten: Uppdrag rädda sommarlovet (röstroll)
- 2003 – Brottsplats Hollywood
- 2003–2005 – Lilo & Stitch (TV-serie) (röstroll, 7 avsnitt)
- 2003 – Nip/Tuck (TV-serie) (1 avsnitt)
- 2003 – The Singing Detective
- 2004 – Everwood (TV-serie) (1 avsnitt)
- 2004 – The Librarian: Quest for the Spear (TV-film)
- 2005 – Numb3rs (TV-serie) (1 avsnitt)
- 2005 – Ryktet går…
- 2005 – The Closer (TV-serie) (1 avsnitt)
- 2005 – Tolken
- 2006 – Boston Legal (TV-serie) (2 avsnitt)
- 2006 – Förhäxad (TV-serie) (1 avsnitt)
- 2006 – Monk (TV-serie) (1 avsnitt)
- 2006 – Shark (TV-serie) (1 avsnitt)
- 2007 – Cityakuten (TV-serie) (1 avsnitt)'
- 2008 – Chuck (TV-serie) (1 avsnitt)
- 2008 – Harold & Kumar Escape from Guantanamo Bay
- 2009–2016 – NCIS (TV-serie) (2 avsnitt)
- 2010–2012 – Glamour (TV-serie) (4 avsnitt)
- 2011 – Fairly Legal (TV-serie) (1 avsnitt)
- 2011 – Hawaii Five-0 (TV-serie) (1 avsnitt)
- 2013 – 47 Ronin
- 2017 – Madam Secretary (TV-serie) (1 avsnitt)
- 2018 – Designated Survivor (TV-serie) (1 avsnitt)
- 2019 – Lejonvakten (TV-serie) (röstroll, 1 avsnitt)
- 2021 – Never Have I Ever (TV-serie)
- 2024 – A Man on the Inside (TV-serie)